# Ustup Krylatyj
Ustup Krylatyj (englische Transkription von russisch Уступ Крылатый Ustup Krytlaty, deutsch ‚Geflügelte Steilhang‘) ist ein Gebirgskamm im ostantarktischen Mac-Robertson-Land. Er ragt südöstlich der Blånabbane.
Russische Wissenschaftler benannten ihn.